# Campionato africano maschile di pallacanestro 1970
Il 5º Campionato Africano Maschile di Pallacanestro FIBA si è svolto dal 9 al 15 marzo 1970 ad Alessandria d'Egitto in Egitto. Il torneo è stato vinto dalla Rep. Araba Unita.
I Campionati africani maschili di pallacanestro sono una manifestazione disputata dalle squadre nazionali del continente, organizzata dalla FIBA Africa, all'epoca AFABA.

## Squadre partecipanti
| Gruppo A                                                      | Gruppo B                    |
| ------------------------------------------------------------- | --------------------------- |
| - Palestina - Rep. Araba Unita - Rep. Centrafricana - Somalia | - Senegal - Tunisia - Libia |

## Classifica finale
| Campione d'Africa | Campione d'Africa  | Campione d'Africa |
| ----------------- | ------------------ | ----------------- |
| Rep. Araba Unita  |                    |                   |
| Argento           | Senegal            |                   |
| Bronzo            | Tunisia            |                   |
| 4.                | Rep. Centrafricana |                   |
| 5.                | Libia              |                   |
| 6.                | Palestina          |                   |
| 7.                | Somalia            |                   |